# Дітвора (оповідання)
«Дітвора» — оповідання Антона Павловича Чехова, яке написано в 1886 році. Вперше було опубліковане 20 січня 1886 року в «Петербурзькій газеті» №19 з підзаголовком (Сценка) та з підписом-псевдонімом А. Чехонте. Одна з перлин творчості письменника, яка пом'якшила драматизм традиційного різдвяного оповідання.

## Сюжет
Розповідь є спостереженням-замальовкою за дітьми, які пізнього вечора залишилися наодинці, користуючись відсутністю дорослих, не лягають спати, а грають в лото.

## Історія написання
Ідея для сюжету у письменника виникла, ймовірно, під час зустрічі з полковником Б. И. Маєвським, командиром розквартированої у Воскресенську артилерійської батареї, та його домочадцями. Як одного разу писав Михайло Чехов, «[у полковника] були чарівні діти — Аня, Соня та Олексій, з якими потоваришував мій брат Антон Павлович та описав їх в оповіданні „Дітвора“».

## Публікації
За життя Антона Павловича оповідання витримало декілька публікацій:
- У видавництві «Петербурзька газета» 20 січня 1886 року (перша публікація).
- У збірнику «Строкаті оповідання» 1886 року.
- У збірнику «Дітвора», виданому А. С. Суворіним у 1889—1895 рр.
- У збірці творів А. П. Чехова, виданій А. Ф. Марксом у 1899―1901 рр.

Правки, які послідували після першого видання були незначні. Наприклад, для збірника «Строкаті оповідання» був снятий підзаголовок (Сценка).
Ще за життя письменника оповідання було перекладено на болгарську, угорську, данську, німецьку, польську, румунську, сербськохорватську та чеську мови.

## Відгуки критиків
Оповідання отримало дуже позитивні оцінки від ряду критиків. Так, критик літературного журналу «Русское богатство» Леонід Оболенський писав: «Діти та дитяча душа виходять у г. Чехова разюче». «Дітвору» в одній зі своїх статей в журналі «Русская мысль» згадав В. А. Гольцев, написавши, що в оповіданні «тонко підмічені риси дитячих характерів». Лев Толстой також вважав «Дітвору» одним з кращих оповідань Чехова.